# Просторіччя
Просторіччя — одна з форм національної мови, поряд з діалектами, жаргонним мовленням та літературною мовою. Разом з народними говорами та жаргонами просторіччя складає усну некодифіковану сферу загальнонаціональної мовної комунікації — народно-розмовну мову.
Просторіччя має понаддіалектний характер, на відміну від говорів та жаргонів — це мовлення, загальнозрозуміле для носіїв національної мови. Будучи універсальною для національних мов категорією, просторіччя в кожній з них має специфічні особливості та властиві лише йому взаємовідносини з літературною мовою. У просторіччі представлені одиниці всіх мовних рівнів. Особливо чітко своєрідність просторіччя виявляється у використанні елементів літературної мови, в граматичному та фонетичному оформленні слів загального словникового фонду. Для просторіччя властивими є експресивно «занижені» оцінювальні слова з палітрою відтінків від фамільярності до грубості, до яких у літературній мові є нейтральні синоніми: «дрихнути» — «спати», «гепнути» — «ударити».

## Альтернативне тлумачення
За свідченнями науковця Лариси Масенко термін просторіччя штучно був застосований до української мови, як кальку з російської. Російськими дослідниками просторіччями вважаються мовлення неосвіченого й напівосвіченого міського населення, що не володіє літературними нормами. Така ситуація з російською мовою склалася через віддаленість її літературного варіанту від живого мовлення.
Українська мова, на відміну від російської, розвивалася на базі живого мовлення, тому термін просторіччя вживати до неї невиправдано. Під час дискусій 1950–1960-х років перевагу здобув погляд тих мовознавців (І. М. Кириченка, С. П. Левченка, А. А. Бурячка та ін.), що виступали проти застосування до певних шарів української лексики позначки «просторічне», запропонувавши замінити стилістичні характеристики українських відповідників до російських просторічних слів іншими позначками — «вульгарне», «фамільярне», «зневажливе», «розмовне» тощо.